# Boki
De Boki (Achirus achirus) is een  straalvinnige vissensoort uit de familie van de Amerikaanse tongen (Achiridae). De wetenschappelijke naam van de soort is gepubliceerd in 1758 door Linnaeus in de tiende editie van Systema naturae.
De vis wordt in aanzienlijke aantallen in de kustwateren van Suriname aangetroffen.